# چپ‌راست‌چپ‌راست‌چپ
چپ‌راست‌چپ‌راست‌چپ (به انگلیسی: LeftRightLeftRightLeft) نام یک آلبوم زنده از گروه کلدپلی است که در ساعت ۹ صبح به زمان گرینویچ روز ۱۵ مه ۲۰۰۹ منتشر شد. این آلبوم به رایگان در تمامی کنسرت‌های باقی‌مانده تور زنده‌باد زندگی به افراد داده می‌شود و هم‌اکنون در وبگاه رسمی کلدپلی قابل دانلود به صورت رایگان است.
در ۶ روز نخست، این آلبوم ۵/۳ میلیون بار دانلود شد.

## جلد آلبوم
روی جلد آلبوم تصویر یک پروانه به رنگ سبز و در پشت آن یک پروانه به رنگ صورتی است. این طرح شبیه کاغذرنگی‌های پروانه‌شکلی است که در هنگام اجرای آهنگ «عشاق در ژاپن» در تورهای کنسرت استفاده شده‌بود.

## فهرست آهنگ‌ها
| شماره | نام                                                  | مدت  |
| ----- | ---------------------------------------------------- | ---- |
| ۱.    | «Glass of Water»                                     | ۴:۴۴ |
| ۲.    | «42»                                                 | ۴:۵۲ |
| ۳.    | «Clocks»                                             | ۴:۴۰ |
| ۴.    | «تاب توت‌فرنگی»                                       | ۴:۱۶ |
| ۵.    | «The Hardest Part/Postcards from Far Away»           | ۴:۱۵ |
| ۶.    | «زنده‌باد زندگی»                                      | ۵:۲۴ |
| ۷.    | «Death Will Never Conquer» (ویل چمپیون, lead vocals) | ۱:۳۹ |
| ۸.    | «می‌سازمت»                                            | ۵:۳۸ |
| ۹.    | «مرگ و همه دوستانش»                                  | ۴:۲۴ |